# Axel Titzki

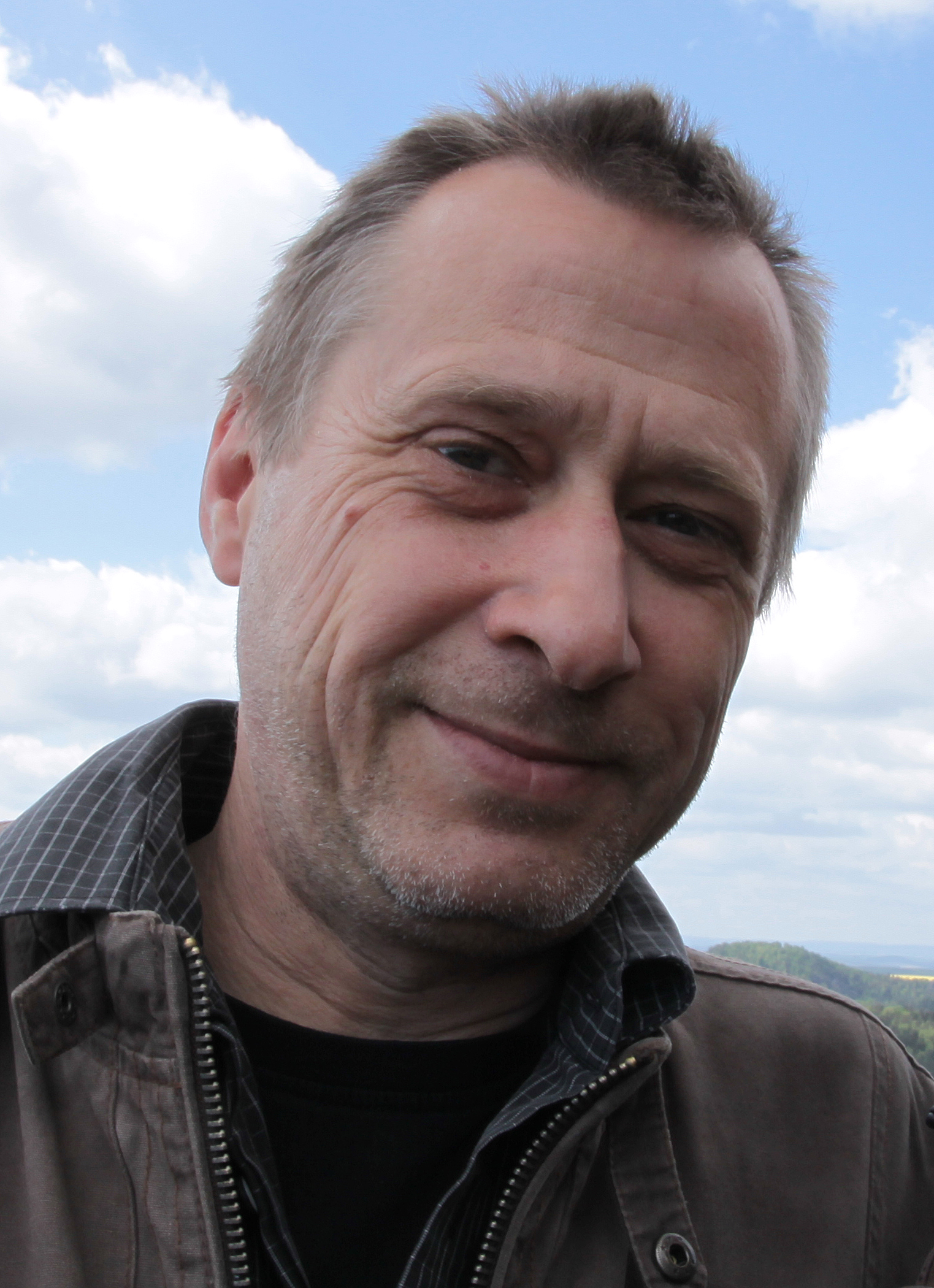
Axel Titzki (2015)

Axel Titzki (* 23. Juli 1968 in Ueckermünde; † 18. Januar 2017 in Frankfurt (Oder)) war ein deutscher Musiker und Komponist.

## Leben und Wirken
Axel Titzki begann seine Musiker-Tätigkeit kurz nach der Wende. Er eröffnete ein eigenes Musikstudio und gehörte seit 1996/97 zu den Initiatoren des Weihnachtsmusicals über die Abenteuer des Schneemanns „Snowy“ in Eisenhüttenstadt. Die erste Aufführung fand am 30. November 1997 statt. Sie trug den Titel „Das vertauschte Fest“, es folgten in diesem Jahr drei weitere Aufführungen. In den Folgejahren wurden bis 2016 bis zu zehn Aufführungen pro Saison in der Adventszeit im stets ausverkauften Friedrich-Wolf-Theater Eisenhüttenstadts gespielt; ab 2015 auch als sommerliche Freiluftveranstaltung auf der Freilichtbühne in Eisenhüttenstadt. Axel Titzki komponierte jedes Jahr neu die Musik zur jeweiligen Musical-Story und war ab 2002 auch Mit-Autor der Drehbücher für das Musical. Ab 2012 war er alleiniger Story-Erfinder und Drehbuch-Autor. Zudem führte er ab 2013 die Co-Regie bis Weihnachten 2016. Axel Titzki gilt nach über 20 Jahren seines Mitwirkens als der „Vater von Schneemann Snowy“, dem bekanntesten Schneemann Brandenburgs.
Neben seiner Musical-Produktion startete und produzierte Axel Titzki verschiedene Band-Projekte wie „Hamann’s Enkel“ (1994), Chamäleon (1997/98), Kahlbutz (1999 im Musikverlag EMI Music Publishing erschienen), Das Radioaktiv (1999). Ab 1991 produzierte er insgesamt sechs „Big crazy Pop-Night-Shows“ in Eisenhüttenstadt. Für verschiedene Musik-Projekte und -Produktionen schrieb er Titel, Musik und Arrangements wie für Stefanie Matheus, Nik Page, Blind Passenger, die Blind Passengers, für die Industrial-Band E-Craft, für The Firm. Für weitere Produktionen arbeitete Axel Titzki unter anderem mit dem Schlagersänger Achim Mentzel zusammen. Für das Comeback des Ex-Boxers Jan Jungmayer unter dem Titel „Operation 300“ komponierte und produzierte Titzki die Einmarschhymne.
Als Jury-Mitglied des Gesangswettbewerbs „VOC“ der Solisten für die Landkreise Oder-Spree, Märkisch-Oderland, Dahme-Spreewald und der Stadt Frankfurt (Oder) für Pop, Schlager und Lied beteiligte sich Axel Titzki aktiv an der Nachwuchsförderung für junge Musiker in Brandenburg.
Für die Hörbücher der „Abrafaxe“ aus dem MOSAIK Steinchen für Steinchen Verlag wirkte Axel Titzki an der Produktion mit. An diversen Werbeproduktionen war er beteiligt und gehörte zu den Autoren der Pro-7-Show „Switch“.
Er arbeitete in Eisenhüttenstadt und lebte dort mit seiner Frau und seinen zwei Kindern.

## Politisches und gesellschaftliches Engagement
2007 wurde Axel Titzki erstmals für die SPD in die Stadtverordnetenversammlung (SVV) von Eisenhüttenstadt gewählt und war dort von Oktober 2015 bis zu seinem Tod stellvertretender SVV-Vorsitzender. Zudem war Axel Titzki Mitglied im Ausschuss für Kultur und Sport sowie im Aufsichtsrat des städtischen Alten- und Pflegeheims stellvertretender Vorsitzender.
2010 gründete Axel Titzki den Verein „Kulturwerkstatt Oder-Spree“ zur Kulturförderung und der Förderung des Nachwuchses in der Kultur in Eisenhüttenstadt. Dort war er mehrere Jahre Vorstandsvorsitzender.
Axel Titzki war ab 2012 Mitgründer und Mitglied der Initiative „Pro Stadtfest“ zur Unterstützung des alljährlichen Stadtfestes in Eisenhüttenstadt. Ab 2018 ist ein Musikpreis nach Axel Titzki benannt – der „AXEL“. Die erste Ausscheidungsrunde dafür fand im 10. März 2018 statt.